# Нордостполдер
Нордостполдер (нидерл. Noordoostpolder, «Северо-восточный польдер») — община в провинции Флеволанд в центральной части Нидерландов. Население общины — 45 740 человек (на 31 декабря 2008), площадь общины — 596,20 км² (суша — 460,80 км², вода — 135,40 км²). Ранее носил название «Земля Урка».
Административный центр общины — Эммелорд, расположен в её центре. Нордостполдер — наиболее крупная община Нидерландов по территории (Лелистад и Терсхеллинг формально более крупные, но значительную часть их территории занимает вода).
В общину входят населенные пункты Бант, Крейл, Эммелорд, Энс, Эспел, Краггенбург, Люттелгест, Маркнессе, Наделе, Рюттен и Толлебек.
Территория бывшего острова Схокланд занята музеем.

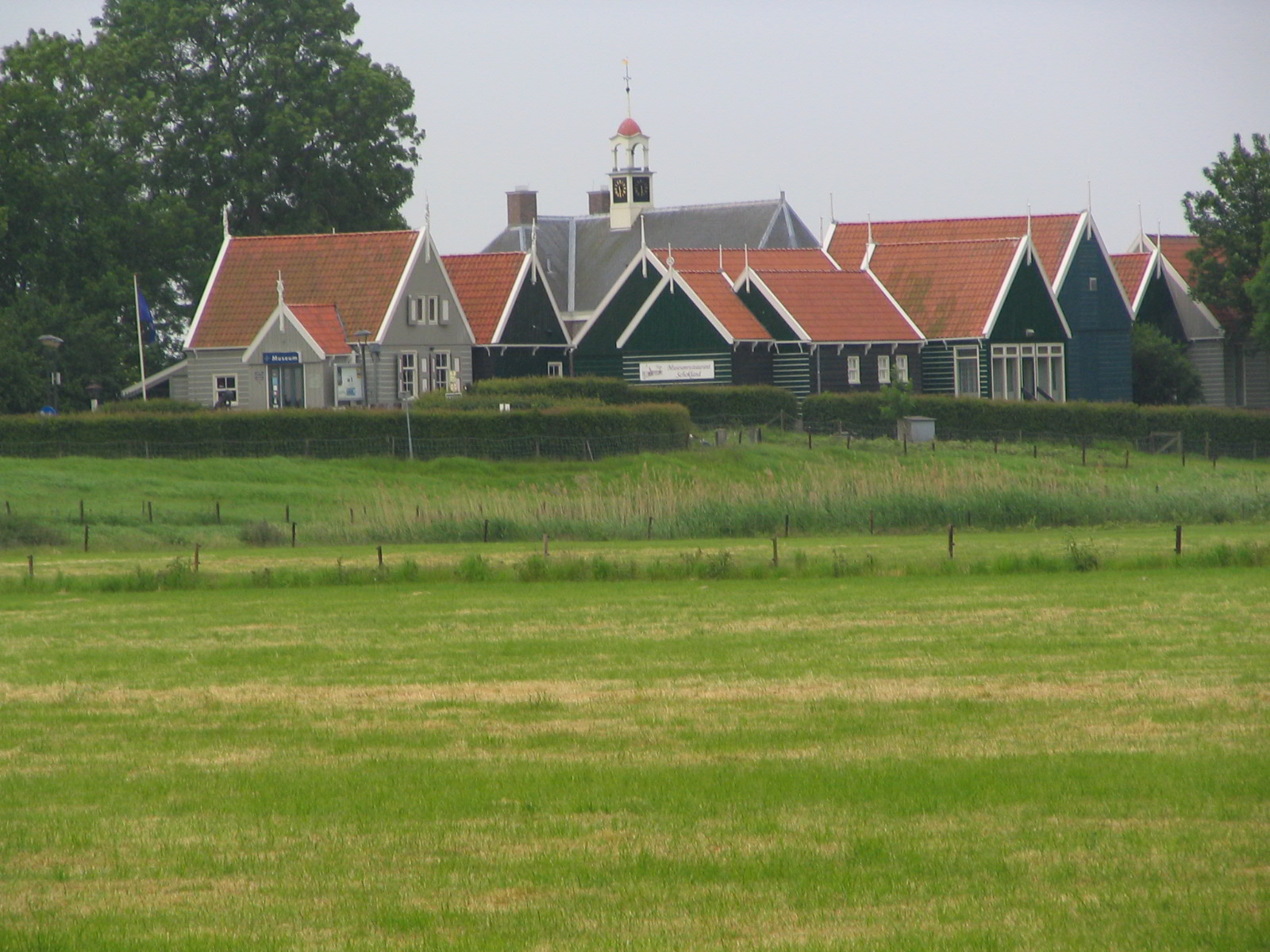
Постройки на бывшем острове Схокланд